# NGC 6616
NGC 6616 is een spiraalvormig sterrenstelsel in het sterrenbeeld Hercules. Het hemelobject werd op 12 juli 1885 ontdekt door de Amerikaanse astronoom Lewis A. Swift.

## Synoniemen
- UGC 11192
- MCG 4-43-22
- ZWG 142.36
- IRAS 18155+2213
- PGC 61693